# ویرلا ملینونی
ویرلا ملینونی (نام علمی: Virola melinonii) نام یک گونه از فرمانرو گیاه است.